# 阿方索·贡萨尔维斯·巴尔达亚

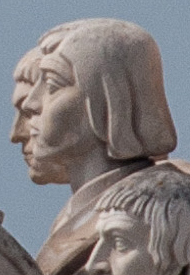
巴爾達亞位於里斯本發現者紀念碑的雕像

阿方索·贡萨尔维斯·巴尔达亚（葡萄牙語：Afonso Gonçalves Baldaia，约1415年—1481年）是15世纪葡萄牙航海家和探险家。
他1415年左右出生在波尔图的一个贵族家庭，在恩里克王子的宫廷中担任重要职位，是恩里克王子的侍从和重要近臣。1434年，航海家吉尔·埃阿尼什成功穿越了危险的博哈多尔角，并向恩里克王子报告说，如果给他更大的船，他可以航行到更远的地方。1435年，恩里克王子给巴尔达亚和埃阿尼什各装备了一条较大的船只，派遣他们去考察博哈多尔角以南更远的地方。1435年，他和埃阿尼什到达了博哈多尔角以南50里格（约250公里）的西撒哈拉海岸，这也是有史以来欧洲航海家第一次航行到北回归线以南的地方。他们在这里的海岸上发现了骆驼和人的脚印，证明了博哈多尔角以南并非欧洲人之前所传言的是一片人类无法生存之地。此行虽然地理发现成果显著，但并未满足王子的要求。于是在1436年，巴尔达亚第二次出海，到达并考察了里奥德奥罗河河口和位于北纬22°3'的烈风石（一名烈风港），并试图与当地人建立联系并进行贸易。他后来在非洲西岸从事了一些黑奴抓捕活动，抓捕并屠杀了一个村落的黑人村民。
巴尔达亚后来搬迁到了亚速尔群岛中的特塞拉岛定居，他也是首批移民特塞拉岛上的葡萄牙人之一。关于其去世的时间和地点众说纷纭，普遍说法为1481年死于特塞拉岛的普拉亚。